# Bink
Bink, de son vrai nom Roosevelt Harrell III, est un producteur de musique et compositeur américain évoluant principalement dans le hip-hop. Il est principalement connu pour son travail autour des artistes du label Roc-A-Fella notamment le classique de Jay-Z sorti en 2001, The Blueprint, dans lequel il produit trois titres.

## Discographie sélective
- 1997 : Lost Boyz -  Intro (coprod. Charles Suitt), Beasts From The East (featuring A+, Redman & Canibus), Tight Situations, Day 1, From My Family To Yours (Dedication) (sur Love, Peace and Nappiness)
- 1999 : Kurupt - Trylogy, Girls All Pause (featuring Nate Dogg & Roscoe) (sur Tha Streetz Iz A Mutha)
- 1999 : U-God - Bizarre (Golden Arms Redemption)
- 2000 : Beanie Sigel - Raw and Uncut (featuring Jay-Z), Ride 4 My (sur The Truth)
- 2000 : Jay-Z - 1-900-Hustler, You, Me, Him and Her (featuring Beanie Sigel, Memphis Bleek & Amil) (sur The Dynasty: Roc La Familia)
- 2000 : Prodigy - Rock Dat Shit (sur H.N.I.C.)
- 2000 : Bande originale du film L'Enfer du dimanche
- 2001 : Jay-Z - The Ruler's Back, All I Need, Blueprint (Momma Loves Me) (sur The Blueprint)
- 2001 : Eve - Ryde Away (Eve-Olution)
- 2001 : Fat Joe - Get The Hell On With That (featuring Ludacris & Armageddon) (sur Jealous Ones Still Envy (J.O.S.E.))
- 2001 : Mr. Cheeks - Lights, Camera, Action! (sur John P. Kelly)
- 2001 : Nate Dogg - Backdoor, I Got Love, I Got Love (Remix) (featuring Fabolous, B.R.E.T.T. & Kurupt), Real Pimp (featuring Ludacris) (sur Music and Me)
- 2002 : Xzibit - The Gambler (featuring Anthony Hamilton) (sur Man vs. Machine)
- 2002 : GZA - Silent, Animal Planet (coprod. Tyquan Walker) (sur Legend of the Liquid Sword)
- 2003 : Freeway - All My Life (featuring Nate Dogg) (Philadelphia Freeway)
- 2003 : Mobb Deep - Where You At? (featuring Kool G Rap) (sur Free Agents: The Murda Mix Tape)
- 2004 : Jin - The Come Thru (sur The Rest is History)
- 2005 : Beanie Sigel - One Shot Deal (featuring Redman) (sur The B. Coming)
- 2005 : Amerie - Can We Go (featuring Carl Thomas) (sur Touch)
- 2005 : Memphis Bleek - The One, Oh Baby (sur 534)
- 2006 : LL Cool J - We're Gonna Make It (featuring Mary Mary) (sur Todd Smith)
- 2007 : Amerie - Paint Me Over (sur Because I Love It)
- 2007 : Cassidy - Damn I Miss The Game (sur B.A.R.S. The Barry Adrian Reese Story)
- 2007 : Freeway - Still Got Love, When They Remember (sur Free at Last)
- 2008 : Skillz - (For Real) He Dont Own Me, Im Gon Make It (sur The Million Dollar Backpack)
- 2008 : Rick Ross - We Shinin' (sur Trilla)
- 2009 : Rick Ross - Cigar Music' (sur Deeper Than Rap)
- 2009 : Method Man & Redman - Four Minutes to Lock Down (featuring Raekwon & Ghostface Killah) (sur Blackout! 2)
- 2010 : Kanye West - Devil In A New Dress (sur My Beautiful Dark Twisted Fantasy)
- 2010 : Cypress Hill - Smoke Sumthin (featuring Ras Kass, Kurupt & Young Dre) (sur SmokeOut Compilation)
- 2010 : Cassidy - Face 2 Face, Monsta Music (sur C.A.S.H.)
- 2010 : Jamie Foxx - Living Better Now (featuring Rick Ross) (sur Best Night of My Life)
- 2012 : Tony Williams – Another You (featuring Kanye West) (sur The King or the Fool)
- 2012 : Curren$y – What It Look Like (featuring Wale)"[1] (sur 'The Stoned Immaculate)
- 2012 : Paypa – Tried to Tell 'Em (featuring Raekwon, Nick D's & JD Era)[2], Where's the Love (featuring Naledge) (sur Henny on the Rocks 2: The Bottle)
- 2012 : Hit-Boy – Jay-Z Interview[3],[4] (sur HITstory)
- 2012 : Busta Rhymes – Grind Real Slow (sur Year of the Dragon)
- 2012 : Keyshia Cole – Next Move (featuring Robin Thicke) (sur Woman to Woman)
- 2012 : Freeway – Dream Big (featuring Musiq Soulchild), All the Hoods (featuring Miss Daja Thomas & Alonda Rich), Lil' Mama (sur Diamond In the Ruff)
- 2013 : Pusha T – I Am Forgiven (sur Wrath of Caine)
- 2013 : John Legend – Who Do We Think We Are (sur Love in the Future)
- 2013 : Drake - Jodeci (sur Nothing Was the Same)
- 2015 : Dr. Dre - It's All on Me (featuring Justus & BJ the Chicago Kid) (sur Compton: a Soundtrack by Dr. Dre)